# Hagunda härad

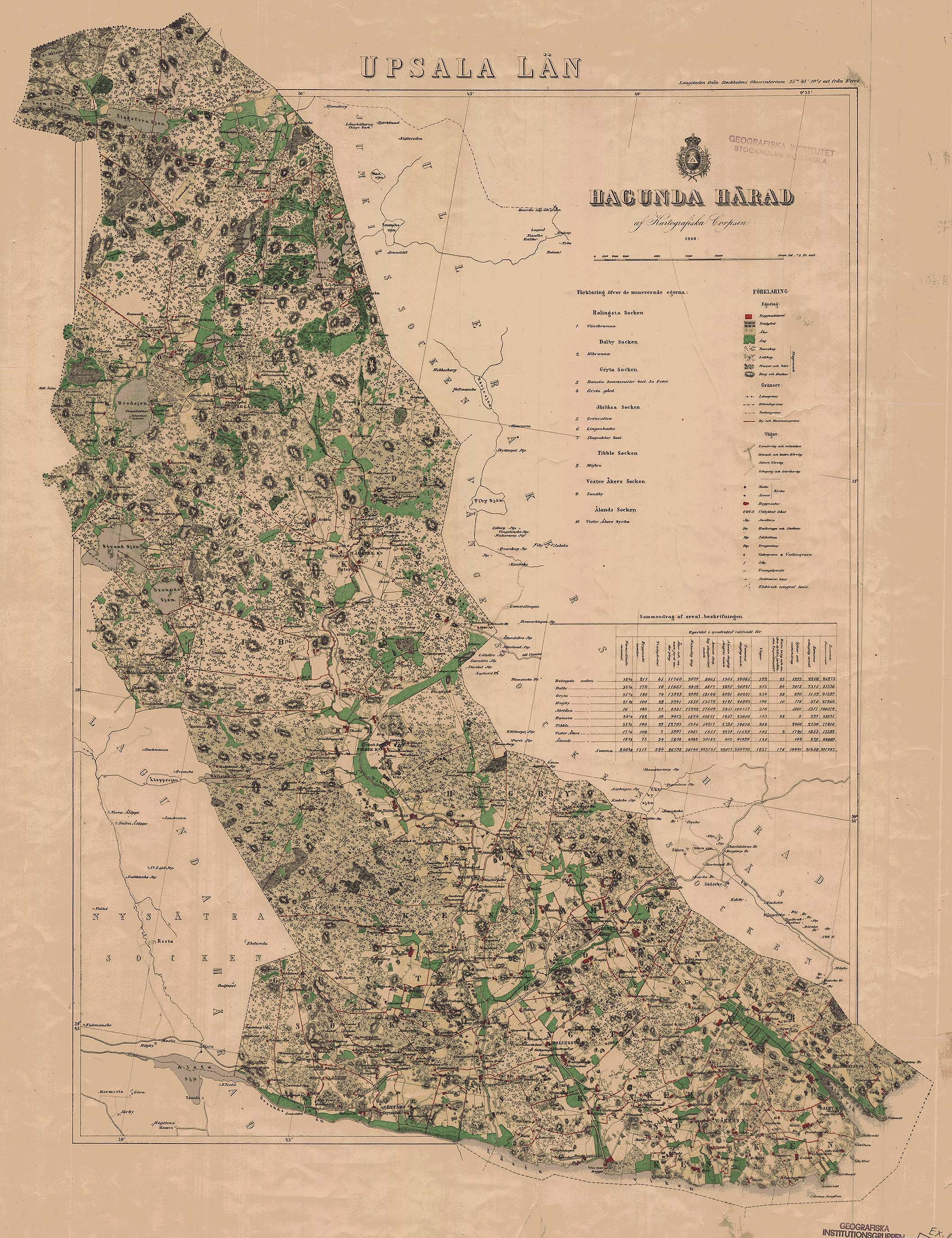
Hagunda härad år 1860

Hagunda härad var ett härad i västra Uppland. Häradet var beläget i de sydvästra delarna av nuvarande Uppsala kommun och de nordligaste delarna av Enköpings kommun, vilka båda ingår i Uppsala län. Den totala arealen mätte drygt 334 km² och befolkningen uppgick år 1907 till 4 589 invånare. Tingsplats var före 1904 Säva.

## Geografi
Hagunda härad var huvudsakligen beläget norr och nordväst om Örsundaån och Lårstaviken som är en del av mälarviken Ekoln, och sträckte sig mot nordväst och gränsen mot Västmanlands län. Genom häradets område rinner Sävaån vilken mynnar i Lårstaviken. Låga åsar skiljer häradet från de nästliggande häradena samt även de olika socknarna från varandra. Längst i norr tar en föga kuperad, sank skogsmark det största utrymmet och där är knappt mera än de närmaste trakterna kring vattendragen uppodlade i någon större utsträckning. Längre söderut blir slättbygderna ner mot Mälaren vidsträcktare och upptar slutligen nästan hela landskapet. Häradet avgränsades i nordost av Ulleråkers härad och i öster av Ekoln. I väster gränsade det till Torstuna härad i Västmanlands län och i söder till Lagunda härad. 
Häradet hade inga köpingar eller municipalsamhällen, men den största tätorten är idag Örsundsbro, belägen 25 km sydväst om Uppsala.

### Socknar
Hagunda härad omfattade nio socknar.
I Uppsala kommun
- Balingsta
- Dalby
- Hagby
- Järlåsa
- Ramsta
- Skogs-Tibble
- Västeråker
- Åland

I Enköpings kommun
- Gryta

Fram till 1540-talet ingick även Holms socken i Hagunda härad.

## Historia
Hagunda härad var en del av det medeltida uppländska folklandet Tiundaland. Namnet, som år 1314 skrevs som Hagund och år 1317 som Haghund, kommer av fornsvenskans hagh med betydelsen hage eller inhägnad - således Hundaret med inhägnaderna. Tingsplatsen låg vid gästgivaregården i Säva i Balingsta socken, men några gånger varje år höll man även ting vid Örsundsbro för gemensamma angelägenheter med Lagunda härad beläget söder om Örsundaån. Under medeltiden tillhörde Hagunda härad Hertig Eriks hertigdöme från år 1315. Senare tycks häradet ha förlänats, bl.a. till riksdrotsen Krister Nilsson (Vasa), för att sedermera förvaltas av kronan under riksföreståndaren Svante Nilsson (Sture) i slutet av 1400-talet. Det finns gott om fornlämningar i häradet, däribland den s.k. Ölstastenen - en runsten i Ölsta i Gryta socken som ursprungligen var placerad längs vägen mellan Ölsta och Säva, vilket var en del av den ursprungliga Eriksgatan. Inte långt därifrån vid Gryta kyrka ligger i Salnecke slott, som uppfördes på 1640-talet och är ett av de bäst bevarade slotten i Uppland från slutet av Vasatiden. I närheten av kyrkan låg, av namnet Husby att döma, troligtvis även en gammal kungsgård tillhörande Uppsala öd. Längre österut, vid Lårstavikens norra strand i Västeråkers socken är Viks slott beläget. Slottet har sin grund i en försvarsborg från mitten av 1400-talet som under 1600-talet gavs sitt nuvarande utseende.
I häradets norra del är Järlåsa beläget. Samhället, beläget ett par kilometer söder om Järlåsa kyrka, började utvecklas under det tidiga 1900-talet men här fanns tidigare en rad industrier däribland ett pappersbruk och flera porslinsfabriker. På 1820-talet flyttade porslinstillverkningen till Värmdö öster om Stockholm, och utgör idag Gustavsbergs porslinsfabrik.

## Län, fögderier, domsagor, tingslag och tingsrätter
Häradet har från 1634 hört till Uppsala län. Församlingarna i häradet tillhör(de) Uppsala stift.
Häradets socknar hörde till följande fögderier:
- 1720-1878 Uppsala läns Tredje fögderi
- 1879-1885 Uppsala läns Andra fögderi
- 1886-1917 Uppsala läns mellersta fögderi
- 1918-1951 Trögds fögderi till 1966 för Gryta socken
- 1952-1966 Tiunda fögderi ej för Gryta socken
- 1967-1990 Uppsala fögderi ej för Gryta socken
- 1967-1990 Enköpings fögderi för Gryta socken

Häradets socknar tillhörde följande domsagor, tingslag och tingsrätter:
- 1680-1903 Hagunda tingslag inom
  - 1680-1689 Bälinge, Vaksala, Rasbo, Ulleråker, Hagunda, Norunda och Örbyhus häraders domsaga
  - 1689-1714 Trögds, Åsunda, Lagunda, Hagunda och Ulleråkers domsaga
  - 1715-1852 Hagunda, Lagunda, Bälinge, Vaksala, Rasbo, Ulleråkers domsaga även kallad Uppsala läns mellersta domsaga'
  - 1853-1903 Uppsala läns mellersta domsaga
- 1904-1970 Tiunda tingslag inom Uppsala läns mellersta domsaga till 1927, Uppsala läns södra domsaga däreefter

- 1971- Uppsala domsaga med Uppsala tingsrätt
- 1971-2005 Enköpings tingsrätt (före 1980 benämnd Uppsala läns södra tingsrätt) och dess domsaga för Gryta socken

### Webbkällor
- Runghästar: Örsundsbro, 2009-03-15, kl. 13:21
- Nationella arkivdatabasen för uppgifter om fögderier, domsagor, tingslag och tingsrätter